# Yoshioka, Gunma

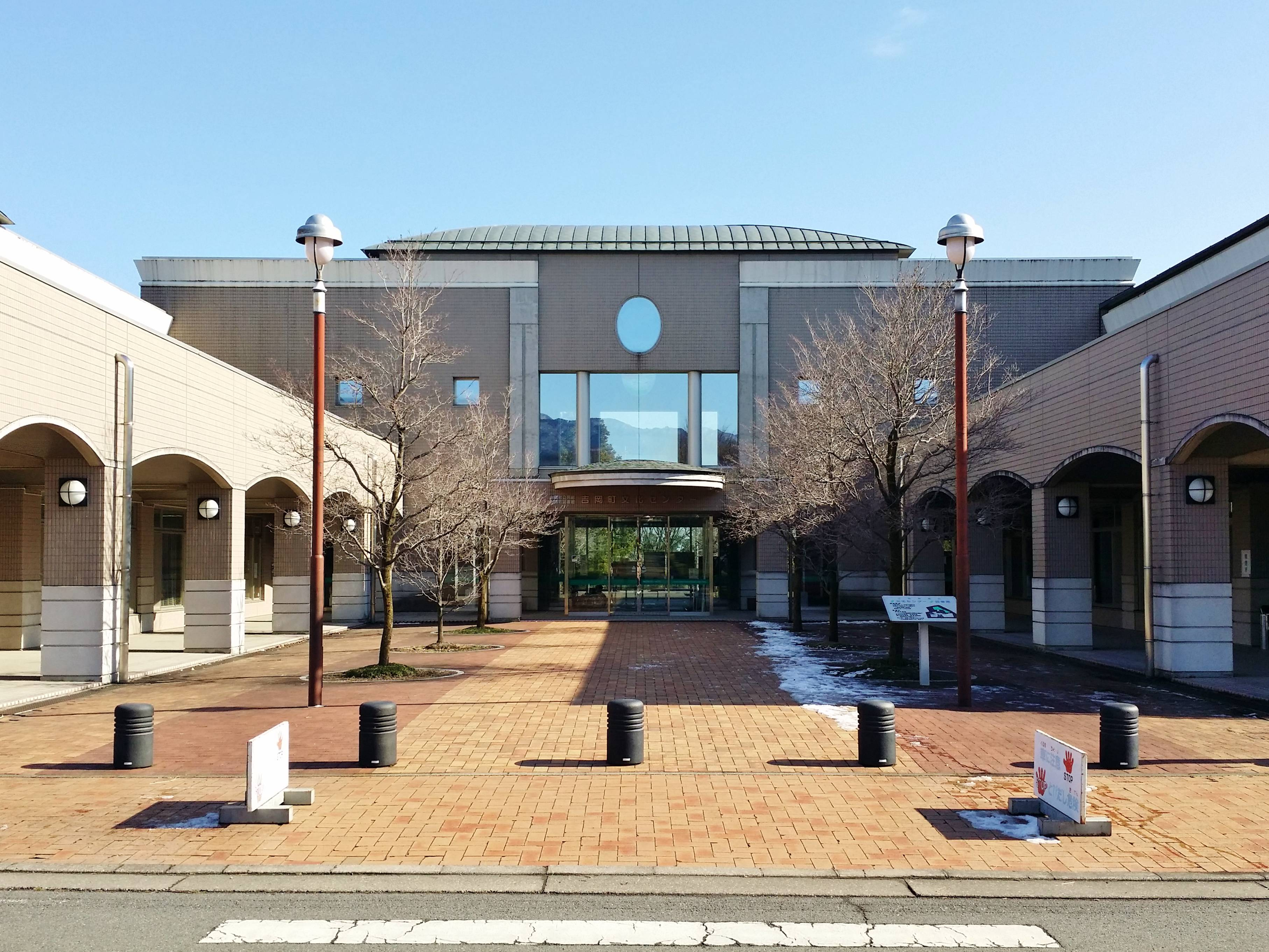
Centrul de cultură al orașului Yoshioka

Yoshioka (吉岡町 Yoshioka-machi?) este un oraș⁠(d) situat în prefectura Gunma, Japonia. La 1 septembrie 2020, orașul avea o populație estimată la 21.749 de locuitori în 8.311 gospodării, și o densitate a populației de 1100 de persoane pe km2. Suprafața totală a orașului este de 20,46 kilometri pătrați.

## Geografie
Situat în centrul Gunma, Yoshioka se află între pantele sud-estice ale Muntelui Haruna⁠(d) și regiunea râului Tone⁠(d). Jumătatea vestică a orașului are o altitudine între 200 și 900 de metri, în timp ce jumătatea estică este în mare parte plată, cu o altitudine între 100 și 200 de metri.

### Municipiile din jur
Prefectura Gunma
- Maebashi
- Shibukawa
- Shintō⁠(d)

### Clima
Yoshioka are o climă continentală umedă (Köppen Cfa) caracterizată prin veri calde și ierni reci cu ninsori abundente. Temperatura medie anuală în Yoshioka este de 13,8 °C. Precipitațiile medii anuale sunt de 1281 mm, luna septembrie fiind cea mai ploioasă. Temperaturile sunt cele mai ridicate în medie în august, la aproximativ 26,1 °C, și cele mai scăzute în ianuarie, la aproximativ 2,4 °C.

## Demografie
Conform datelor recensământului japonez, populația din Yoshioka a crescut constant în ultimii 60 de ani.

## Istorie
Satul Komayose și satul Meiji au fost înființate în cadrul districtului Nishigunma, prefectura Gunma⁠(d) la 1 aprilie 1889, odată cu crearea sistemului modern de municipalități după restaurația Meiji. În 1896, districtul Nishigunma a fost unit cu districtul Kataoka⁠(d) pentru a crea districtul Gunma⁠(d), care a fost ulterior divizat în 1949, satele Komayose și Meiji devenind parte a districtului Kitagunma. La 1 aprilie 1955, cele două sate au fuzionat pentru a forma satul Yoshioka, care a fost ridicat la statutul de oraș la 1 aprilie 1991.

## Guvern
Yoshioka are o formă de guvernământ primar-consiliu⁠(d), cu un primar ales direct și un consiliu orășenesc unicameral format din 14 membri. Yoshioka și orașul vecin Shintō contribuie cu un membru la Adunarea Prefecturală Gunma. În ceea ce privește politica națională, orașul face parte din districtul 5 Gunma⁠(d) din camera inferioară⁠(d) a Dietei Japoniei.

## Economie
Yoshioka este în mare parte un oraș de navetiști⁠(d), cu peste 44% din forța de muncă care face naveta la Maebashi din apropiere.

## Educație
Yoshioka are două școli primare publice și o școală gimnazială publică administrate de administrația orașului. Orașul nu are un liceu.

## Transport

### Feroviar
Yoshioka nu este deservit de niciun serviciu feroviar. Cele mai apropiate stații sunt Yagihara în orașul Shibukawa la nord și Gumma-Sōja în orașul Maebashi la sud.